# Community Shield 2005
La Community Shield 2005 fue la edición Nº 83 de la competición, fue disputada entre el campeón de la Premier League 2004/05, el Chelsea y el campeón de la FA Cup 2004-05, el Arsenal.
El partido se disputó el 5 de agosto de 2005, en el Millennium Stadium (debido a las obras en el nuevo Wembley) ante 58.014 espectadores.
El encuentro finalizó 1-2, con victoria para el Chelsea, que conseguía su tercer título en esta competición inglesa.

## Community Shield 2005

### Equipos
| Chelsea |  | Bandera de Inglaterra |  | Campeón de la Premier League (2004/05) |
| Arsenal |  | Bandera de Inglaterra |  | Campeón de la FA Cup (2004-05)         |

### Partido
| ARSENAL:      |    |                    |     |     |
|               |    |                    |     |     |
| POR           | 1  | Jens Lehmann       |     |     |
| DEF           | 12 | Lauren             |     | 78' |
| DEF           | 28 | Kolo Touré         |     |     |
| DEF           | 20 | Philippe Senderos  |     | 72' |
| DEF           | 3  | Ashley Cole        |     |     |
| MED           | 8  | Fredrik Ljungberg  |     | 72' |
| MED           | 15 | Cesc Fàbregas      | 24' |     |
| MED           | 16 | Mathieu Flamini    |     | 46' |
| MED           | 7  | Robert Pirès       |     | 46' |
| DEL           | 10 | Dennis Bergkamp    |     | 46' |
| DEL           | 14 | Thierry Henry      |     |     |
| Suplentes:    |    |                    |     |     |
| DEF           | 18 | Pascal Cygan       |     | 72' |
| DEF           | 31 | Justin Hoyte       |     | 78' |
| MED           | 13 | Alexander Hleb     |     | 46' |
| MED           | 19 | Gilberto Silva     |     | 46' |
| DEL           | 9  | José Antonio Reyes |     | 72' |
| DEL           | 11 | Robin van Persie   |     | 46' |
| Entrenador:   |    |                    |     |     |
| Arsène Wenger |    |                    |     |     |

| CHELSEA:      |    |                       |     |     |
|               |    |                       |     |     |
| POR           | 1  | Petr Čech             |     |     |
| DEF           | 20 | Paulo Ferreira        |     |     |
| DEF           | 13 | William Gallas        |     |     |
| DEF           | 26 | John Terry            |     |     |
| DEF           | 3  | Asier del Horno       |     |     |
| MED           | 4  | Claude Makélélé       | 24' |     |
| MED           | 16 | Arjen Robben          |     | 69' |
| MED           | 11 | Damien Duff           |     | 74' |
| MED           | 8  | Frank Lampard         | 82' | 90' |
| DEL           | 22 | Eiður Guðjohnsen      |     | 59' |
| DEL           | 15 | Didier Drogba         |     | 59' |
| Suplentes:    |    |                       |     |     |
| MED           | 10 | Joe Cole              |     | 74' |
| MED           | 14 | Geremi                |     | 90' |
| MED           | 24 | Shaun Wright-Phillips |     | 69' |
| MED           | 30 | Tiago                 |     | 59' |
| DEL           | 9  | Hernán Crespo         |     | 59' |
| Entrenador:   |    |                       |     |     |
| José Mourinho |    |                       |     |     |

|  | 64' | Cesc Fàbregas | 1-2 |

|  | 8'  | Didier Drogba | 0-1 |
|  | 58' | Didier Drogba | 0-2 |

| ARSENAL:      |    |                    |     |     |
|               |    |                    |     |     |
| POR           | 1  | Jens Lehmann       |     |     |
| DEF           | 12 | Lauren             |     | 78' |
| DEF           | 28 | Kolo Touré         |     |     |
| DEF           | 20 | Philippe Senderos  |     | 72' |
| DEF           | 3  | Ashley Cole        |     |     |
| MED           | 8  | Fredrik Ljungberg  |     | 72' |
| MED           | 15 | Cesc Fàbregas      | 24' |     |
| MED           | 16 | Mathieu Flamini    |     | 46' |
| MED           | 7  | Robert Pirès       |     | 46' |
| DEL           | 10 | Dennis Bergkamp    |     | 46' |
| DEL           | 14 | Thierry Henry      |     |     |
| Suplentes:    |    |                    |     |     |
| DEF           | 18 | Pascal Cygan       |     | 72' |
| DEF           | 31 | Justin Hoyte       |     | 78' |
| MED           | 13 | Alexander Hleb     |     | 46' |
| MED           | 19 | Gilberto Silva     |     | 46' |
| DEL           | 9  | José Antonio Reyes |     | 72' |
| DEL           | 11 | Robin van Persie   |     | 46' |
| Entrenador:   |    |                    |     |     |
| Arsène Wenger |    |                    |     |     |

| CHELSEA:      |    |                       |     |     |
|               |    |                       |     |     |
| POR           | 1  | Petr Čech             |     |     |
| DEF           | 20 | Paulo Ferreira        |     |     |
| DEF           | 13 | William Gallas        |     |     |
| DEF           | 26 | John Terry            |     |     |
| DEF           | 3  | Asier del Horno       |     |     |
| MED           | 4  | Claude Makélélé       | 24' |     |
| MED           | 16 | Arjen Robben          |     | 69' |
| MED           | 11 | Damien Duff           |     | 74' |
| MED           | 8  | Frank Lampard         | 82' | 90' |
| DEL           | 22 | Eiður Guðjohnsen      |     | 59' |
| DEL           | 15 | Didier Drogba         |     | 59' |
| Suplentes:    |    |                       |     |     |
| MED           | 10 | Joe Cole              |     | 74' |
| MED           | 14 | Geremi                |     | 90' |
| MED           | 24 | Shaun Wright-Phillips |     | 69' |
| MED           | 30 | Tiago                 |     | 59' |
| DEL           | 9  | Hernán Crespo         |     | 59' |
| Entrenador:   |    |                       |     |     |
| José Mourinho |    |                       |     |     |

|  | 64' | Cesc Fàbregas | 1-2 |

|  | 8'  | Didier Drogba | 0-1 |
|  | 58' | Didier Drogba | 0-2 |

| Campeón Community Shield 2005 |
| ----------------------------- |
| Chelsea 3° título             |

| Predecesor: Community Shield 2004 | Community Shield 2005 | Sucesor: Community Shield 2006 |